# Antonín Weidmann
Antonín Weidmann (15. ledna 1850 Třeboň – 10. července 1915 tamtéž) byl český botanik a učitel.

## Život
Antonín Weidmann se narodil 15. ledna 1850 v Třeboni jako syn vrátného Augustina Weidmanna a jeho manželky Franzisky Weidmannové, rozené Matlašové. Povoláním byl učitel v rodné Třeboni, kde byl v roce 1900 jmenován ředitelem školy. Předtím působil na několika školách po celých Jižních Čechách, mimo jiné v Budislavy a Lomnici nad Lužnicí.
V roce 1909 odešel do důchodu. Nadále se věnoval výzkumu rostlin, převážně mechů, lišejníků a hub. Pravidelně přispíval do časopisu Vesmír. Napsal první české souborné zpracování mechů v Čechách, které pojmenoval Prodromus českých mechů listnatých (1895).
Jeho synem byl Jaroslav Weidmann, český důstojník a odbojář popravený nacisty.
Antonín Weidmann zemřel 10. července 1915 v Třeboni ve věku 65 let.